# Kung Fu Panda 2 (videogioco)
Kung Fu Panda 2 è un videogioco basato sul secondo omonimo film d'animazione della DreamWorks.
La versione Xbox 360 del videogioco richiede il Kinect per essere giocata, mentre la versione Wii è giocabile solamente collegando l'uDraw GameTablet alla console.

## Trama
Il Guerriero Dragone Po, il grasso panda dai poteri leggendari del kung fu, è impegnato in una nuova missione assieme alle Cinque Leggende e al maestro Shifu. Nella città di Gong Ming il malvagio Lord Shen, un pavone bianco dal potere di lanciare frecce di ferro dalle piume della coda, sta terrorizzando la sua città grazie alla sua abilità di manovrare i fuochi d'artificio. Egli inoltre si ritiene il migliore di tutti nell'arte del kung fu, e così Po e le Cinque Leggende si recano a Gong Ming per fermarlo. Mentre Po e le Cinque Leggende si allenano nella città, combattendo contro i nemici sguinzagliati da Lord Shen, ossia dei lupi voraci, Po scopre la sua vera identità, ossia che discende da nobili panda di Gong Ming, cacciati un tempo dalla perfidia di Shen, e non da Oca Ping, il suo padre pennuto adottivo. Ciò serve affinché Po impari una rarissima mossa di kung fu, capace di creare un'ondata di energia esplosiva che può manovrare gli elementi, e che può essere scatenata contro i nemici.

## Modalità di gioco
Oltre alla modalità storia è presente anche la modalità gioco libero, nella quale bisogna superare delle sfide a scelta. 
Nella versione Xbox 360 del videogioco è possibile giocare i minigiochi esclusivi per tale versione, i quali sono giocabili anche con un secondo giocatore.

## Doppiatori
- James Hong - Mr. Ping
- Max Koch	- Mantide
- Phil LaMarr - Maestro Bue Infuriato
- Dave B. Mitchell 	- Maestro Croc
- James Sie	- Scimmia
- Mark Allan Stewart - Capo lupo
- Amir Talai - Gru
- Fred Tatasciore - Maestro Shifu
- Kari Wahlgren - Tigre
- Mick Wingert - Po